# Arbeitsgericht Allenstein
Das Arbeitsgericht Allenstein war ein preußisches Arbeitsgericht mit Sitz in Allenstein.

## Geschichte
Gemäß Arbeitsgerichtsgesetz vom 23. Dezember 1926 wurden in Preußen Arbeitsgerichte gebildet. Diese waren nur in der ersten Instanz unabhängig, die Landesarbeitsgerichte waren den Landgerichten zugeordnet. Am Landgericht Königsberg entstand so 1927 das Landesarbeitsgericht Königsberg als einziges Landesarbeitsgericht im Bezirk des Oberlandesgerichtes Königsberg. In Allenstein entstand das Arbeitsgericht Allenstein. Sein Sprengel umfasste die Bezirke der Amtsgerichte Allenstein und Wartenburg. Es bestand jeweils eine Kammer für Arbeiter und Angestellte sowie eine Kammer für Handwerk, die auch für die Arbeitsgerichte Osterode, Ortelsburg und Neidenburg zuständig war.
Im Jahre 1945 wurde der Arbeitsgerichtsbezirk unter polnische Verwaltung gestellt, und die deutschen Einwohner wurden vertrieben. Damit endete auch die Geschichte des Arbeitsgerichtes Allenstein.